# 伊予鉄道城南線
城南線（じょうなんせん）は、愛媛県松山市の道後温泉駅から西堀端停留場までを結ぶ、伊予鉄道の軌道路線。

## 路線データ
- 路線距離（営業キロ）：道後温泉 - 西堀端間3.5km[1]
- 軌間：1067mm
- 停留場数：11（起終点含む）
- 複線区間：全線複線[1]
- 電化区間：全線電化（直流600V）

## 運行形態
| 系統            | 運行区間                                          | 乗り入れる区間             |
| --------------- | ------------------------------------------------- | -------------------------- |
| ■1号線          | 松山市駅→JR松山駅前→木屋町→鉄砲町→大街道→松山市駅 | 西堀端 - 上一万            |
| ■2号線          | 松山市駅→大街道→鉄砲町→木屋町→JR松山駅前→松山市駅 | 西堀端 - 上一万            |
| ■3号線          | 松山市駅 - 大街道 - 道後温泉                      | 南堀端 - 上一万 - 道後温泉 |
| ■5号線          | JR松山駅前 - 大街道 - 道後温泉                    | 城南線全区間               |
| 坊っちゃん 列車 | 古町 - JR松山駅前 - 大街道 - 道後温泉             | 城南線全区間               |
| 坊っちゃん 列車 | 松山市駅 - 大街道 - 道後温泉                      | 南堀端 - 上一万 - 道後温泉 |

このほか、6号線（松山市駅前 - 本町六丁目）が南堀端 - 本町一丁目（西堀端停留場東側で城南線から分岐）間の軌道を経由し、南堀端停留場、西堀端停留場で乗り換え可能。

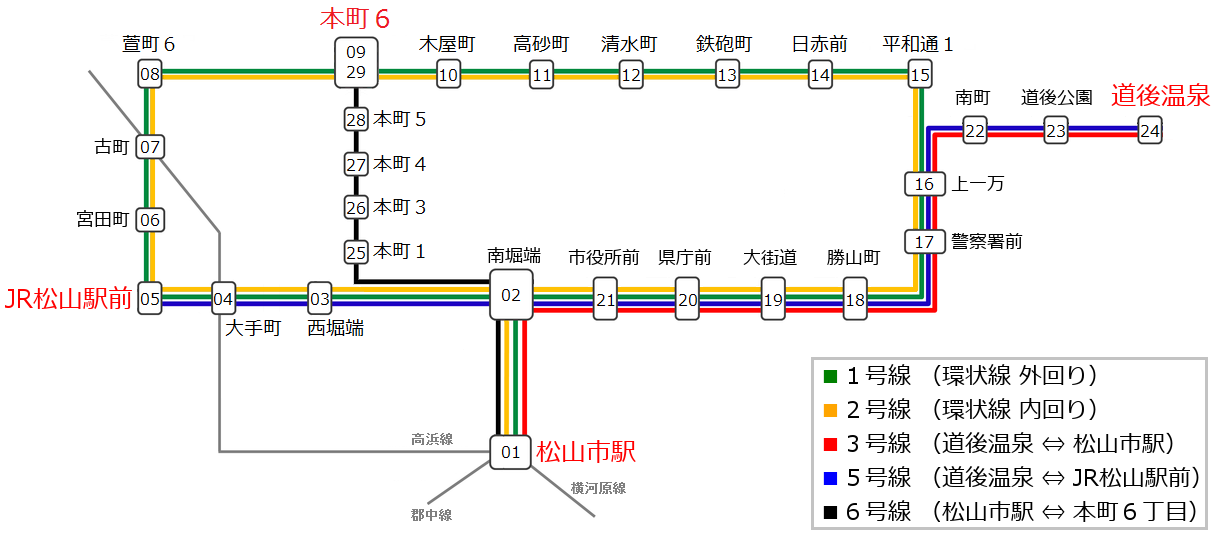
市内線の系統図

## 歴史
1907年、松山電気軌道により標準軌の単線で開通。1912年の全線開通時は現在の本町線のルートを一部含む三津浜港内港付近の江ノ口から道後（現在の道後温泉）までの路線であったが、江ノ口 - 西堀端間は後に廃止あるいは休止されている。
1921年、伊予鉄道が松山電気軌道を吸収合併し城南線とする。1923年に軌間を1067mmの狭軌に改軌。1926年に旧道後鉄道線（一番町 - 道後間）廃止に伴い、不要になった上一万の立体交差を廃止、一番町（現在の大街道） - 六角堂（現在の警察署前付近）間の経路を御宝町（現在の勝山町）経由に変更。その後、幹線街路の拡幅に伴い、複線区間を延長した。
1969年に城北線・城南線の環状運転を開始する際に上一万 - 平和通一丁目間が支線として新設され、2018年度に連絡線として独立した路線となった。
- 1911年（明治44年）9月1日：松山電気軌道により住吉 - 本町、札ノ辻 - 道後（現在の道後温泉）間開業（標準軌）。
- 1911年（明治44年）9月19日：松山電気軌道 本町 - 札ノ辻間開業（同上）。
- 1912年（明治45年）2月7日：松山電気軌道 江ノ口 - 住吉間開業（同上）。
- 1921年（大正10年）4月1日：伊予鉄道が松山電気軌道を合併。
- 1923年（大正12年）6月30日：江ノ口 - 道後温泉間の軌間を1435mm（標準軌）から1067mmに改軌。
- 1926年（大正15年）5月2日：一番町（現在の大街道） - 六角堂（現在の警察署前付近）間が御宝町（現在の勝山町）経由に経路変更、一番町 - 道後温泉間が複線化される。
- 1927年（昭和2年）11月1日：江ノ口 - 萱町間廃止。
- 1929年（昭和4年）4月1日：古町 - 萱町間開業。
- 1936年（昭和11年）5月1日：西堀端 - 裁判所前（現在の県庁前）間複線化。
- 1946年（昭和21年）8月19日：古町 - 萱町 - 本町 - 西堀端間休止認可。
- 1948年（昭和23年）7月1日：古町 - 萱町 - 本町 - 西堀端間廃止。代わって本町線開業。
- 1949年（昭和24年）3月5日：県庁前 - 一番町間複線化。
- 1969年（昭和44年）12月1日：上一万停留場での城北線への分岐を道後温泉方面からの分岐から、警察署前方面からの分岐に変更。これに伴い平和通一丁目 - 上一万間が開業。
- 2018年（平成30年）
  - この年の『鉄道要覧』より平和通一丁目 - 上一万間が城南線から分離され、連絡線の名称で独立して記載[4][5]。
  - 3月1日：西堀端停留場のうち、本町線直通のりばを本町一丁目停留場に改称。6号線を道後温泉発着から松山市発着に変更[6]。

## 停留場一覧
- 坊っちゃん列車以外は各停留場に停車
- ●：坊っちゃん列車も乗降車可能、○：坊っちゃん列車は降車のみ可能、｜：坊っちゃん列車は通過
- 全停留場が愛媛県松山市に所在

| 番号 | 停留場名       | 営業キロ | 営業キロ | 系統 | 系統 | 系統 | 系統 | 系統 | 系統 | 接続路線                                            |
| 番号 | 停留場名       | 駅間     | 累計     | 系統 | 系統 | 系統 | 系統 | 系統 | 系統 | 接続路線                                            |
| ---- | -------------- | -------- | -------- | ---- | ---- | ---- | ---- | ---- | ---- | --------------------------------------------------- |
| 24   | 道後温泉駅     | -        | 0.0      |      |      | 3    | 5    |      | ●    |                                                     |
| 23   | 道後公園停留場 | 0.3      | 0.3      |      |      | 3    | 5    |      | ｜   |                                                     |
| 22   | 南町停留場     | 0.5      | 0.8      |      |      | 3    | 5    |      | ｜   |                                                     |
| 16   | 上一万停留場   | 0.4      | 1.2      | 1    | 2    | 3    | 5    |      | ○    | 伊予鉄道：連絡線                                    |
| 17   | 警察署前停留場 | 0.3      | 1.5      | 1    | 2    | 3    | 5    |      | ｜   |                                                     |
| 18   | 勝山町停留場   | 0.3      | 1.8      | 1    | 2    | 3    | 5    |      | ｜   |                                                     |
| 19   | 大街道停留場   | 0.4      | 2.2      | 1    | 2    | 3    | 5    |      | ●    |                                                     |
| 20   | 県庁前停留場   | 0.4      | 2.6      | 1    | 2    | 3    | 5    |      | ｜   |                                                     |
| 21   | 市役所前停留場 | 0.2      | 2.8      | 1    | 2    | 3    | 5    |      | ｜   |                                                     |
| 02   | 南堀端停留場   | 0.3      | 3.1      | 1    | 2    | 3    | 5    | 6    | ○    | 伊予鉄道：花園線                                    |
| 03   | 西堀端停留場   | 0.4      | 3.5      | 1    | 2    |      | 5    |      | ｜   | 伊予鉄道：大手町線・本町線（本町一丁目停留場: 25 ） |